# Rentjärnarna
Rentjärnarna är en sjö i Åre kommun i Jämtland och ingår i Indalsälvens huvudavrinningsområde. Sjön har en area på 0,0386 kvadratkilometer och ligger 644,5 meter över havet.

## Delavrinningsområde
Rentjärnarna ingår i det delavrinningsområde (705288-137190) som SMHI kallar för Mynnar i Ytterån. Medelhöjden är 697 meter över havet och ytan är 2,81 kvadratkilometer. Det finns inga avrinningsområden uppströms utan avrinningsområdet är högsta punkten. Vattendraget som avvattnar avrinningsområdet har biflödesordning 3, vilket innebär att vattnet flödar genom totalt 3 vattendrag innan det når havet efter 338 kilometer. Avrinningsområdet består mestadels av skog (59 procent), öppen mark (14 procent) och sankmarker (25 procent). Avrinningsområdet har 0,08 kvadratkilometer vattenytor vilket ger det en sjöprocent på 2,7 procent.